# يي وون (كاتبة)
يي وون (بالكورية: 이원)‏ (1968)؛ كاتِبة وشاعرة كورية جنوبية.